# Patogen
Patogen, klica, uzročnik bolesti (od grč. πάθος, i grč. γἰγνομαι u slobodnom prijevodu "onaj koji uzrokuje patnju"; eng. pathogen, zarazan) biološki je agens, koji uzrokuje bolest organizma. Patogeni uzročnici uključuju: bakterije, viruse, gljivice, prione (proteinske zarazne čestice) i parazite. Pojam se prvi put koristio oko 1880. godine, a nešto rjeđe se koristi i za uzročnike nezaraznih bolesti u tijelu, kao što su npr. "kemijski patogeni".
Najčešće prisutni patogeni mikroorganizmi u ljudskoj okolini su: bakterije, virusi, prioni, rikecije, klamidija, gljivice i paraziti.
Mikroorganizme možemo podijeliti na:
- Mikroorganizmi s niskim osobnim i društvenim rizikom, koji ne uzrokuju infekciju u tijelu zdravih ljudi.
- Mikroorganizmi sa srednjim ili ograničenim osobnim i društvenim rizikom ili mikroorganizmi koji ne uzrokuju "ozbiljne" infekcije, odnosno infekcije opasne po život.
- Mikroorganizmi s visokim osobnim i društvenim rizikom ili mikroorganizmi koji uzrokuju infekcije koje se ne šire društvenim kontaktom.
- Mikroorganizmi visokog rizika koji uzrokuju bolesti (često neizlječive) koje se prenose društvenim, izravnim ili neizravnim kontaktom.

Znanstveno proučavanje mikroskopskih organizama, uključujući mikroskopske patogene organizme, naziva se mikrobiologija, dok se parazitologija odnosi na znanstveno proučavanje parazita i organizama koji su im domaćini.
Postoji nekoliko putova kojima patogeni mogu napasti domaćina. Glavni putovi imaju različite epizodne vremenske okvire, ali tlo ima najdulji ili najuporniji potencijal za zadržavanje patogena.
Bolesti kod ljudi koje uzrokuju zarazni uzročnici poznate su kao patogene bolesti. Nisu sve bolesti uzrokovane patogenima, drugi uzroci su, na primjer, toksini, genetski poremećaji i vlastiti imunološki sustav domaćina.